# Josué Gaxiola
Josué Gastón Gaxiola Leyva (Guasave, 2 september 1997) is een Mexicaans beachvolleyballer. Hij nam eenmaal deel aan de Olympische Spelen.

## Carrière
Gaxiola vormt sinds 2014 een team met José Luis Rubio. Dat jaar deed het duo mee aan de wereldkampioenschappen onder 19 in Porto. Het jaar daarop speelden ze in Puerto Vallarta hun eerste wedstrijd in de FIVB World Tour. In 2016 werden ze tweede bij de WK onder 21 in Luzern achter de Brazilianen George Wanderley en Arthur Lanci. Tot en met 2019 waren ze voornamelijk actief in de continentale competitie waar ze meerdere podiumplaatsen behaalden. In 2017 werd Gaxiola met José Cardenas bovendien vijfde bij de WK onder 21 in Nanjing. In het seizoen 2019/20 speelden Gaxiola en Rubio twee internationale toernooien met een tweede plaats in Doha als resultaat, voordat de rest van het seizoen werd gestaakt vanwege de coronapandemie. Het jaar daarop nam het duo deel aan vier FIVB-toernooien met een negende plaats in Cancun als beste resultaat. Via het continentale kwalificatietoernooi plaatsten ze zich bovendien voor de Olympische Spelen in Tokio. Daar bereikten Gaxiola en Rubio de achtste finale die verloren werd van het Braziliaanse duo Alison Cerutti en Álvaro Filho. In 2022 speelde het tweetal in eigen land twee wedstrijden in de Beach Pro Tour – de opvolger van de World Tour.

## Palmares
Kampioenschappen
- 2016:  WK U21
- 2020: 9e OS

FIVB World Tour
- 2021:  4* Doha